# Commerce interentreprises
 (février 2024).
Si vous disposez d'ouvrages ou d'articles de référence ou si vous connaissez des sites web de qualité traitant du thème abordé ici, merci de compléter l'article en donnant les références utiles à sa vérifiabilité et en les liant à la section « Notes et références ».
Le commerce interentreprises regroupe l'ensemble des entreprises qui achètent pour vendre à d’autres entreprises des biens et des services en France ou à l'étranger.

## Le poids du commerce interentreprises
En France, on dénombre en 2011 le nombre de ces sociétés à 126 000 entreprises, allant de la PME aux grands groupes internationaux[réf. souhaitée]. Cette activité évolue donc au sein d'une sphère uniquement professionnelle. Les ventes et achats se font entre professionnels et le consommateur particulier n'intervient pas dans cette démarche. 
Le commerce interentreprises regroupe 56 secteurs d'activité et emploie plus d’un million de personnes. 
Le secteur du commerce interentreprises peut être défini comme dynamique, en évolution constante du fait de sa proximité avec les modes de consommation et de production en perpétuel changement. En 2007, le secteur a réalisé 700 milliards d’euros de chiffre d'affaires.
Le commerce interentreprises représente 52 % de la répartition totale des ventes (commerce B to B, commerce B to C et commerce et réparations automobiles confondus).
Les entreprises du commerce interentreprises bénéficient d’une large implantation sur l’ensemble du territoire national, en particulier dans les régions économiquement développées (Île-de-France, Rhône-Alpes et Provence-Alpes-Côte d'Azur).
La particularité des entreprises du commerce B to B est qu’elles sont pour la plupart des entreprises à taille humaine. Les entreprises qui le composent sont majoritairement des PME (97,5 %) c’est-à-dire qu’elles emploient moins de 50 personnes. Seul 1 % des entreprises du commerce interentreprises emploie plus de 100 salariés. Ce phénomène peut être expliqué par l’origine familiale d’une grande partie de ces entreprises, qui restent nombreuses aujourd’hui dans le paysage du commerce interentreprises.
Les modes de fonctionnement de ces entreprises ont des répercussions positives sur le mode de gestion des ressources humaines. Restant souvent plus traditionnelles, ces entreprises vont plutôt recruter des personnalités, former à l’embauche et permettre des évolutions internes à l’instar d’entreprises plus « contemporaines » qui vont rechercher des profils-types. 
Un avantage ce secteur qui offre de nombreux postes. En 2011, la branche compte 1 million de salariés et recrute plus de 120 000 personnes par an (sources Unédic 2008).

## Analyse du secteur
Le commerce interentreprises est un secteur composé du commerce de gros et du commerce international.
Le commerce de gros se définit en trois branches : le secteur des biens interindustriels, le secteur des biens non-alimentaires et le secteur des biens alimentaire.

### La branche des biens d’équipement interindustriels
Elle est la plus importante des branches qui composent le commerce interentreprises. Elle représente les secteurs des produits techniques qui sont vendus pour l’équipement ou la production, tels que la production de pièce automobile, la distribution industrielle, bois et matériaux de construction, tissus, quincaillerie industrielle, commerce de produits chimiques, métaux et minerais, chauffage, climatisation et canalisation, appareils sanitaires, distribution de papiers et d’emballage, distribution d’armes et accessoires pour la chasse).
La branche des biens d’équipement interindustriels représente 51 % du chiffre d’affaires de l’ensemble du commerce interentreprises
En 2011, ce secteur a généré plus de 500 000 emplois et un chiffre d’affaires aux alentours de 284 Milliards d’Euros. À lui seul, cette branche recense la moitié des emplois de toute la branche du commerce interentreprises.

#### L’équipement automobile.
La France comptait en 2007 près de 40 millions de véhicules automobiles, de la voiture particulière au poids lourd, en passant par le tracteur ou la camionnette. 
Une clientèle importante pour les grossistes de ce secteur, qui va en s’accroissant au fil du temps. Les distributeurs stockistes en fourniture automobile ont une clientèle importante pour la vente d’équipements et de pièces de rechange. 
Exemple : les principaux clients sont des réparateurs ou carrossiers, transporteurs et autocaristes, entreprises et administration détenant des véhicules de fonctions, mais également le secteur des travaux publics et l’agriculture.
Aussi, les constructeurs automobiles ne fabriquent aujourd’hui qu’une faible partie de leurs véhicules. Concentrés plutôt sur l’assemblage des pièces, ils vont alors faire appel à l’industrie de l’équipement pour s’approvisionner en pièces nécessaires à cette construction.
Alors qu’en général un concessionnaire ne détient en stock que les pièces de sa marque, les distributeurs quant à eux stockent et gèrent des pièces de toutes époques et de toutes marques. 
De plus, les distributeurs proposent, en adéquation avec l’évolution technologique, des biens matériels permettant de répondre aux nouveaux besoins des constructeurs automobiles. En plus d’être impartiaux, ils offrent des services de maintenance et des formations sur les nouveaux produits.

#### Le secteur du bâtiment
Appelé couramment le BTP, le secteur de la vente de matériel de bâtiment et travaux publics et de l’industrie appartient à la branche du commerce interindustriels. 
Ce secteur reste porteur et en constante croissance en partie grâce aux rénovations de biens publics et privés (autoroutes, réseaux ferrés, chantiers en cours)
Dans ce secteur, la vente, la location mais aussi l’entretien de matériel interviennent auprès des entreprises. La maintenance se développe, en proposant aux entreprises de faire évoluer un bien acquis tout en respectant de nouvelles normes et une fiabilité certaine. En tant qu’expert, ce secteur intervient là où les entreprises externalisent et cherchent des compétences pointues. Il n’est pas alors rare de voir du personnel qualifié évoluer au sein même d’une entreprise cliente.
Les métiers du BTP possèdent une forte dominante technique. La plupart du personnel est basée en effet sur des postes tels qu’agent de maintenance, techniciens d’interventions, responsable technique, chef d’atelier…
Et lorsque la fonction technique ne définit pas le cœur même du métier, il reste néanmoins une composante technique qualifiée. Ainsi un commercial dans le BTP aura une double compétence en connaissance son registre commercial, mais également le registre technique de l’entreprise pour laquelle il travaille.

#### Le secteur des matériaux
Le secteur des matériaux représente l’achat et la vente de matériaux répondant aux besoins de constructeurs variés : carrelage, menuiserie, bricolage, sanitaire…
Les négociants de la distribution de matériaux de construction achètent en gros des marchandises et constituent une gamme complète pour répondre aux besoins variés de leur clientèle. 
Beaucoup sont spécialisés dans leur domaine de vente, par exemple pour le bois. On appelle cela le négoce de bois.
Les principaux clients sont les entreprises du bâtiment, les artisans mais également les entreprises du BTP.

#### Le secteur des fournitures industrielles
Les distributeurs du secteur des fournisseurs industrielles vendent aux entreprises des biens d’équipement et des consommables qui servent à la production mais également à la maintenance des outils industriels.
La clientèle est donc très variée (usines, collectivités locales, ateliers, administration publique…). Les compétences techniques sont alors également variées et demande des spécificités propres à chaque domaine d’intervention.
Ce secteur reflète l’évolution des pratiques professionnelles avec de nouvelles procédures visant toujours à apporter plus d’efficacité, de qualité mais aussi de sécurité. 
Les mutations technologiques demandent également aux fournisseurs de s’adapter et d’être toujours à la pointe du progrès, mais aussi demande aux intervenants d’être de plus en plus polyvalents sur les champs d’interventions.
Ce secteur n’est donc plus uniquement un secteur de vente mais il est aujourd’hui également une source de conseils, d’expertise, offre une palette de nouveaux services spécialisés tels que des diagnostics, de la proximité et disponibilité.

#### Le secteur du commerce de produits chimiques
La commercialisation des produits chimiques touche l’ensemble des secteurs industriels (agroalimentaire, pharmacie, textiles, caoutchouc, métallurgie, mécanique, bâtiment, construction automobile, électronique…)
Ces entreprises peuvent avoir plusieurs dimensions : régionales, nationales ou internationales.
Elles assurent l’interface entre les producteurs et les entreprises clientes. Ce domaine, très technique, requiert des compétences scientifiques plus ou moins importantes en fonction du poste occupé. Cependant, il est nécessaire de bien connaître la nature particulière des substances et les réglementations dans ce secteur, à caractère dangereux par la nature même de certains produits.
Ce secteur à double compétence également recrute de jeunes diplômés, souvent de formation technico-commerciale mais également des formations plus scientifiques alliant quelques compétences commerciales. Parmi les formations menant vers ce type d’activité, on peut y retrouver L’ESCOM, école supérieure de chimie organique et minérale, reconnue par de nombreux professionnels.

### La branche des biens non-alimentaires
Le secteur des biens non-alimentaires prend en charge plusieurs secteurs regroupant les produits de consommation courante, tels que la répartition pharmaceutique, le commerce d’extérieur en verrerie, céramique, cadeau et luminaires, commerce des chaussures, jouets et textiles, décoration, commerce de la coiffure et de la parfumerie, fournitures pour bureaux de tabac, papeterie, commerce de la carte postale, distribution technologique, informatique, photocopie et photographique.
La branche des biens non-alimentaires représente 24 % du chiffre d’affaires de l’ensemble du commerce interentreprises
En 2011, ce secteur a généré plus de 300 000 emplois et un chiffre d’affaires aux alentours de 174 milliards d’euros.

#### Le secteur des tissus
Le tissu est un produit utilisé dans un grand nombre d’activités : habillement, linge de maison, décoration (moquettes, voilage et autres tissus d’ameublement).
En perte de vitesse ces dernières années, il est soumis à l’ouverture des marchés dans le monde qui pratique des prix plus attractifs.
La création et l’innovation permet alors d’apporter aux entreprises française une valeur ajoutée qualitative, permettant de contrer  la concurrence internationale. C’est pourquoi on constate que de plus en plus de négociants transformateurs et éditeurs de tissus lancent leurs propres collections, confiées à des sous-traitants et vendus en grande partie à l’exportation.

#### Le secteur des textiles et jouets
L’importation dans ce secteur est devenue au fil des années de plus en plus importante, pour être aujourd’hui l’activité principale des sociétés à la recherche des coûts d’achat les plus faibles. Présentes en général à l’étranger (Asie), les typologies d’emploi du secteur ont évolué en conséquence. La maîtrise de l’anglais est alors indispensable pour tout négociant voulant prospérer dans ce domaine. Pour ce secteur, la plus grande partie de la demande provient de la grande distribution, demandant alors aux fournisseurs des compétences qualitatives tout en acquérant des offres à bas coût. Que cela soit pour le textile ou le jouet, la mode contraint les entreprises du commerce de gros à constamment évoluer et adapter leurs offres en fonction de l’évolution des goûts. Ainsi les produits ont des durées de vie très courte, permettant également aux fabricants de renouveler sans cesse leur catalogue produits. Dans certains cas, le fournisseur va étendre sa gamme, et ajouter de nouveaux produits à ceux déjà existants. Dans d’autres cas, il va décider d’arrêter la production de produits moins demandés pour proposer à la place une offre plus tendance. Les entreprises du commerce du textile et du jouet sont constamment soumises à la saisonnalité des produits. Dans le textile, la saisonnalité sera ponctuée par deux collections par année, pour le jouet la saisonnalité est plus ponctuée. La fête de Noël concentre en effet l’essentiel de leur activité. Pour pallier la difficulté de la saisonnalité dans le secteur du jouet, les stratégies marketing se développent constamment. Ainsi, on peut retrouver des jouets proposés sur d’autres créneaux, par exemple l’été avec les jouets en plein air.

### La branche des biens agricoles et alimentaires
Ce secteur valorise le négoce des produits agricoles (céréales, commerce de fleurs coupées, plantes, engrais, commerce en bestiaux mais aussi les ventes consacrées à l’agriculture…), des produits alimentaires (fruits et légumes, viandes, produits laitiers, produits congelés et surgelés…), mais aussi les boissons (commerce vinicole). Le Négoce des produits agricoles intervient en amont de la production (engrais par exemple). On appelle cela le commerce de l’agro-fourniture. La branche des biens alimentaires représente 24 % du chiffre d’affaires de l’ensemble du commerce interentreprises. Le secteur alimentaire représentait 172 milliards d’euros de chiffre d’affaires et 180 000 emplois en 2011.

#### Une filière entre phases de production et phases de commercialisation
En amont de la filière agricole on retrouve les différents produits apportés aux cultures et aux terres avant la production agricole, dénommés intrants (fertilisants, alimentation animales par exemple), l’énergie, les divers consommables (piquets, films plastiques…) ainsi que les matériels et services (tracteurs, machines agricoles…).
On parle alors de négoce d’approvisionnement. Il va approvisionner les producteurs au quotidien en amont de la phase de production.
Le commerce interentreprises achète auprès des producteurs agricoles français des produits bruts qui sont mis aux normes en fonction des circuits de distribution. On parle alors de négoce d’expédition. Par exemple lorsque les fruits et légumes sont triés et conditionnés en fonction des circuits de distribution. On parle de négoce de collecte lorsqu’il s’agit de production céréalière.
Le négoce approvisionne les industries agroalimentaires pour 20 % de leur offre. Les IAA transforment les produits achetés, pour ensuite les revendre au commerce de détail, à la restauration hors domicile ou à l’artisanat. La dernière étape du commerce interentreprises est nommée négoce de diffusion. Elle valorise la diffusion de ces produits sur différents canaux de distribution.
Cette étape peut être réalisée auprès des Marchés d’Intérêt National (MIN) (20 %), où les grossistes vendent et achètent des produits. Cet approvisionnement provient d’autres négociants ou grossistes pour compléter leurs gammes de produits et répondre aux besoins de leurs clients. D’autres canaux de distribution comme la restauration hors domicile (RHD), le commerce de détails, la restauration commerciale… permettent de commercialiser ces différentes gammes de produits et services et connaissent une forte progression depuis plusieurs années.

#### Exemple: Le secteur des fruits et légumes
Le commerce en gros de fruits et légumes est un secteur important du commerce interentreprises : Ce sont en effet plus de 1 200 entreprises, indépendantes ou regroupées par exemple sur des marchés de gros, qui approvisionnent les professionnels de l’alimentaire : restauration hors domicile (19 %), grandes et moyennes surfaces (43 %) et détaillants, marchés et magasins (38 %). 
Les grossistes en fruits et légumes comptent 800 000 clients, pour un chiffre d’affaires de 4 150 millions d'euros par an. Ce secteur, qui recrute des profils très variés pour des métiers diversifiés (commerciaux, chauffeurs / livreurs, préparateurs de commande, contrôleurs qualité, etc.) comptabilise plus de 19 000 salariés.
On retrouve aussi dans le négoce des fruits et légumes des métiers spécifiques à l’importation et/ou à l’exportation et expédition des produits frais. 20 % des fruits et légumes consommés en France sont importés, afin de permettre aux consommateurs d’avoir accès à des produits qui ne sont pas produits en France, comme les fruits exotiques ou les agrumes.
Le secteur de l’expédition / exportation de fruits et légumes compte 600 entreprises et près de 7 000 emplois.
Le secteur des fruits et légumes est représenté par divers organismes, tels que :
- UNCGFL : Union nationale de commerce en gros de fruits et légumes
- ANEEFEL : Association nationale des expéditeurs et exportateurs en fruits et légumes
- CSIF : Chambre syndicale des importateurs français de fruits et légumes.

#### Le secteur de la viande
Le commerce en gros de viandes représente environ 30 000 salariés pour près de 400 entreprises. Ces entreprises sont des intermédiaires indispensables dans le secteur de l’alimentaire en France. En effet, ces grossistes qui approvisionnent les boucheries et les moyennes et grandes surfaces par exemple ont des activités très diverses : abattage, découpe, transformation, négoce de viande et import / export.
Ces professionnels peuvent être présents sur des marchés de gros, en abattoirs ou dans des usines de transformation de la viande par exemple.
Ce secteur connaît des difficultés de recrutement en raison d’une image parfois peu attractive. Pourtant, les besoins en recrutement sont importants sur des métiers tels des commerciaux, des bouchers, des chauffeurs / livreurs, etc.
Le secteur de la Viande est représenté par la Fédération nationale de l’industrie et des commerces en gros des viandes (FNICGV)

#### Les produits laitiers
Le commerce en gros de produits laitiers et avicoles compte environ 350 entreprises. Ils sont intermédiaires entre des producteurs et agriculteurs et des  clients professionnels (Grandes et moyennes surfaces, commerces de proximité, fromagers, collectivités, etc.). Ils commercialisent des produits très variés tels que le lait, les fromages, le beurre, les œufs, etc. 
Ces entreprises, indépendantes ou non, sur ou hors des marchés de gros, proposent également des services en lien avec la commercialisation des produits laitiers : conditionnement, affinage, transport, découpe, stockage, etc.

#### Les surgelés
Les entreprises de commerce en gros de produits surgelés(ou plus généralement sous température dirigée) ont pour clients les professionnels de la restauration collective (restaurants, cantines d’entreprises ou d’établissements scolaires, mairies, etc.). Les services de transport, de stockage et de livraison proposés sont très réglementés, afin d’assurer un respect de la chaîne du froid dans toutes les manipulations des produits.
Ce secteur, dont le chiffre d’affaires s’élève à 4,5 milliards d’€, compte 17 000 salariés et près de 8 000 véhicules de transport sous froid.

#### Les boissons
Le secteur des boissons comprend ici la distribution de boissons hors domicile (café, bistrots, hôtels…)
Soumis à de nouvelles formes de concurrence, le secteur de la boisson peine à s’accroître dans le mode traditionnel, mais développe de nouveaux lieux de convivialité en phase avec les attentes du consommateur. Les changements d’habitudes, nouveaux modes de consommation, les nouvelles réglementations… font diminuer la fréquentation de certains  débits de boissons.
Pour compenser ces évolutions, les distributeurs offrent des services supplémentaires à leurs clients. Les formes de restauration évoluent par exemple, attirant une nouvelle cible de clientèle, organisent des évènements… 
Les fournisseurs apportent aussi à leur client cafetiers, restaurateurs ou hôteliers de nouveaux services, leur proposant des conseils quant à leur implantation géographique, carte de boissons, vins…
Enfin, pour compléter leur activité, la maintenance à une part non moindre. L’entretien des machines à expresso ou des tirages à pression est aussi pris en charge par les techniciens qui opèrent alors directement chez le client. Une évolution visant à accroître les qualités des produits proposés.
En France, le secteur de la boisson est régie par la Fédération française de la boisson (FFB).

### Le commerce international

#### Définition
Le commerce international reste la branche permettant aux trois précédentes de s’exporter à l’étranger. Il est celui qui fait le lien entre les produits français qui seront vendus dans d’autres pays. Dans ce cas, la France est exportatrice de biens commerciaux.
Les entreprises du commerce international sont aussi à l’inverse, des entreprises permettant aux produits étrangers d’être vendus en France. C’est ce que l’on appelle l’importation. La France importe des produits ou les exporte pour le marché intérieur mais aussi pour les exporter.
Le commerce international engendre en 2011 près de 226 milliards d’euros de chiffre d’affaires pour 30 000 emplois dans le secteur.
Face aux évolutions du marché international, les groupes industriels français ont adapté leurs stratégies de distribution. Ainsi, en se fournissant à l’étranger ils peuvent combler les carences de la production française dans certains domaines, causées par l’externalisation des grands producteurs mondiaux. 
En parallèle, on retrouve des filiales d’entreprises étrangères en France, permettant ainsi d’adapter la production aux marchés locaux et renforcer leurs performances.
Les sociétés du commerce international sont divisées en deux parties : les SCI (Sociétés de commerce international) et les SAI (Sociétés de services et d’accompagnement à l’international).

#### Les SAI
Les SAI sont des entreprises basées sur la notion de conseil. Elles ne vendent pas de biens matériels mais réalisent plutôt des interventions pour aider au développement de l’activité d’une entreprise sur le marché international. 
Elles peuvent être des sociétés de conseil affiliés à des banques ou bien des indépendants spécialisés par pays, secteur ou type de produit. Les sociétés qui gèrent la fonction export pour le compte d’une autre entreprise sont aussi catégorisées dans les sociétés de services et d’Accompagnement à l’International.

#### Les SCI
Les SCI regroupent toutes les sociétés intermédiaires du commerce international (grossistes importateurs, exportateurs, sociétés de négoce…).
Une entreprise peut réaliser des importations ou exportations sur plusieurs secteurs (alimentaire, fournitures industrielles, fourniture de pièces automobiles…).
L’organisme représentant le commerce international en France est l’OSCI.

#### Schéma du commerce interentreprises en France
On distingue 3 types d’acteurs :
1. Le fournisseur.
On retrouve en amont de la chaîne : les industriels, les producteurs français et les producteurs étrangers.
2. Le commerce B to B : négociants et/ou grossistes.
Négociants et grossistes occupent une place intermédiaire entre l’amont (le fournisseur) et l’aval (le client professionnel). Leur rôle premier est d’acheter au producteur/fournisseur une marchandise qui sera par la suite revendue au client professionnel. Au quotidien, le grossiste/négociant gère en flux tendu avec ses clients l’apport de matériel, assurant au jour le jour la disponibilité d’un produit sur un lieu de vente. Toutefois, le rôle des grossistes/négociants a dépassé le simple acte d’achat et de vente : ils jouent davantage un rôle de conseiller et d’expert, offrant une multitude de services à haute valeur ajoutée (transformation d’un produit brut en produit fini, maintenance technique, récupération des produits usagés, service après-vente, etc.). 
La relation entre le commerce B to B et le client professionnel a deux fonctions essentielles et interdépendantes : la fonction commerciale et la fonction logistique.
- Le commercial.

En relation avec les fournisseurs et les clients professionnels, le commercial occupe un poste clé.  Acteur polyvalent, sa fonction exige un excellent sens du relationnel, de la négociation et des connaissances techniques. Ainsi, leur parfaite compréhension des enjeux en amont, en aval, et des produits font d’eux d’importants vecteurs de formation.	
Ce poste concerne près de la moitié des salariés de la branche.
- La logistique.

Facteur important de différenciation vis-à-vis de l’offre de ses concurrents, la logistique permet une maîtrise globale des flux de marchandises du grossiste. Gestionnaire des stocks, le responsable logistique veille à satisfaire le client en veillant au respect du contrat (disponibilité d’un produit par exemple).
3. Clients professionnels.
Il existe une forte hétérogénéité en ce qui concerne les clients professionnels : petites entreprises (artisans du bâtiment, restaurateurs, garagistes, électriciens), collectivités scolaires, distribution Hors Foyer ou grands comptes, leur taille et leurs attentes divergent. Néanmoins, de manière générale ce sont eux qui sont en contact direct avec le consommateur final.

#### Les rôles du négociant/grossiste.
Comme nous l’évoquions ci-dessus, le grossiste apporte son concours de différentes façon en étant : 
- Un partenaire :

Le grossiste/négociant établit des relations « gagnant/gagnant » avec ses clients, qui se construisent sur la durée. Qui plus est, ses vastes connaissances et son expertise produit font de lui un vecteur de formation très important qui participe à la croissance de l’activité du client.
- Un conseiller :

Fort de son savoir-faire, le grossiste se positionne comme un conseiller, un « apporteur de solutions », qui accompagne au quotidien ses clients et créé des services adaptés à chacun.
- Un acteur au cœur de l’innovation :

Le grossiste/négociant est un promoteur d’innovation. Il propose des articles de référence et des services à haute valeur ajoutée, qui répondent aux besoins en perpétuelle évolution de ses clients et des consommateurs finaux.

#### Un secteur peu visible
Le manque de visibilité des entreprises du commerce B to B, souvent méconnus du grand public, n’attire pas les candidats à l’emploi ni les investisseurs. 
Plusieurs raisons expliquent ce manque de notoriété. Le commerce interentreprises ne pratique pas de vente directe avec le consommateur final. Les produits achetés dans les circuits de distribution pour consommateurs particuliers ne recensent pas les différents fournisseurs composant le produit final.
Aussi, le commerce interentreprises ne développe pas sa stratégie publicitaire, d’autant plus que la dimension intersectorielle et les champs d’interventions sont très vastes. De plus les produits sont stockés en entrepôts en donc à l’abri des regards. Enfin, la petite taille des entreprises les empêchent d’avoir une politique de communication à grande échelle.
Pourtant, nombreuses sont les entreprises françaises leader au niveau mondial dans leur domaine d’activité.

#### Une forte valeur ajoutée
Le commerce interentreprises a considérablement évolué ces dernières années, en parallèle aux besoins des consommateurs. De nouvelles offres ont donc vu le jour, allant de la prestation de services à la vente de produits et ce dans tous les secteurs.
Cette évolution apporte un véritable dynamisme et profite à la croissance du secteur.

##### Des secteurs en constante mutation
Le commerce B to B est un apporteur de solutions. Le commerce interentreprises ne se contente pas uniquement de vendre un produit ou un service, il assure un suivi approfondi pour chacun de ses clients : Conseils, installation, évaluation des besoins, recherche d’innovations… sont autant de paramètres à prendre en compte pour chaque client. L’usage du matériel fourni est alors valorisé plutôt que le matériel lui-même.

##### Des services associés
Dans le secteur industriel et plus particulièrement dans la fourniture de matériel informatique, les services de commerce interentreprise sont les plus présents en comparaison avec le reste des secteurs du commerce interentreprises. Cela s’explique par la quantité et la qualité des services proposés, tels que la maintenance, la gérance à distance, les formations d’utilisation, ainsi que la constante recherche de nouvelles innovations.
Ces services permettent également aux entreprises du commerce B to B de perdurer à la suite de la délocalisation de la fabrication du produit en lui-même.

##### Une maîtrise des normes techniques
Les entreprises sont aujourd’hui soumises à des normes très techniques qu’elles ne peuvent englober dans leur activité, par manque de connaissances, temps ou moyens financiers. Ces réglementations de plus en plus exigeantes et techniques ont ainsi créées une nouvelle forme de demande. On constate ainsi que les entreprises font ainsi appel aux spécialistes de leur secteur et ce sont celles du commerce interentreprises qui restent les plus à même de répondre à ce type de besoin.
La compétence des entreprises du commerce interentreprises n’est plus donc limitée à la simple connaissance de son catalogue produit mais demande des connaissances techniques nécessaire au diagnostic de la demande du client et doit permettre une mise en place répondant à plusieurs contraintes.

## Emploi et formation
Le commerce interentreprises (appelé aussi commerce B to B), représente un tiers des emplois du commerce (B to B et B to C confondus). En termes de chiffre, cela représente 120 000 entreprises soit 1 million de salariés, plus d’un actif sur vingt.
Près de 95 % des salariés travaillent en contrat à durée indéterminée (CDI). Le commerce interentreprises offre ainsi un haut niveau de stabilité de l’emploi.
La moitié de ces salariés évoluent dans la branche interindustrielles, et les commerciaux sont toutes branches confondues les plus nombreux (500 000) et ont en grande majorité (68 %) moins de 45 ans.
Viennent ensuite les métiers du transport et de la logistique qui recensent à eux deux 300 000 emplois. 
Des emplois qui attirent en grande partie la gent masculine, qui représente les deux tiers de la totalité des embauches du commerce interentreprises.

### Les métiers commerciaux.
Au-delà de l’acte de vente, les fonctions commerciales du commerce interentreprises sont polyvalentes. En adéquation avec l’évolution des services proposés par les entreprises du commerce B to B, le commercial doit être un conseiller et accompagner son client ou son prospect dans toutes les démarches de l’achat. Aussi, il doit apporter des renseignements techniques et complexes sur la marchandise vendue afin de répondre à toutes les questions que peut avoir l’acheteur. C’est un véritable expert qui apporte une offre complète de service, afin de se démarquer de la concurrence.
Les commerciaux doivent alors en amont sélectionner les meilleurs produits, puis renseigner, informer des risques, mais également former à l’utilisation du produit, suivre les stocks et proposer des solutions marketing.
La maîtrise d’une double compétence, acquise soit en formation soit au sein même d’une entreprise s’avère alors jouer un rôle important quelle que soit la filière.

#### Le technico-commercial
Le technico-commercial est le spécialiste de son secteur ou d’un produit en particulier. Il peut être itinérant et/ou sédentaire et a pour objectif principal d’augmenter les ventes de sa gamme de produits, tout en apportant au client des solutions adaptées en les accompagnants dans leur choix grâce aux services qu’il propose.

##### Un suivi des ventes complet
Le technico-commercial est chargé de développer le portefeuille clients qu’il lui est attribué. Il doit également savoir identifier les nouveaux besoins et les évolutions du marché et de la concurrence. 
Lorsqu’une vente est validée, c’est lui qui va coordonner l’ensemble du processus jusqu’à ce que le produit soit livré.

##### Des solutions clefs en main
Les technico-commerciaux ont une approche bien spécifique de leur produit. Leur connaissance est riche et leur permet d’adapter leurs arguments en fonction des besoins du client. C’est lui qui est en première ligne pour instaurer une relation de confiance entre son entreprise et l’acheteur.

##### Un rôle d’interface
Il est le lien entre sa direction commerciale et le client lui-même. Il va ainsi intervenir dans la stratégie de vente.

##### Sédentaire ou itinérant
Le technico-commercial se déplace moins que le commercial en général. Il a plutôt un poste sédentaire. Dans ce cas, sa relation commerciale avec le client se fait par téléphone ou directement au sein de l’entreprise. 
Lorsque le technico-commercial est amené à se déplacer, on le nomme technico-commercial externe.

##### Formation
Les formations pour devenir technico-commercial sont des bac+2, généralement des BTS technico-commercial. Très prisée par les employeurs, cette formation apporte un enseignement commercial général couplé à une spécialité technique (produits et solutions pour la construction, énergie, produits alimentaires, matériels industriels…).
Néanmoins, il est tout à fait possible de mener un BTS commercial, plus général, permettant de s’orienter par la suite dans la spécialisation de son choix, s’insérer professionnellement ou poursuivre ces études vers une licence ou un master.

#### Directeur commercial

##### Secteurs d’activité
Le directeur commercial peut travailler dans tous les secteurs d’activité. Il travaille à l’échelle nationale ou internationale.

##### Fonctions
Il occupe une grande place dans le management de l’entreprise, en dirigeant son équipe commerciale. Il a également quelquefois des fonctions stratégiques, sur les plans marketing ou logistique.
C’est lui qui est responsable des résultats de son équipe et qui est amené à définir les différents objectifs et priorités. C’est également lui qui est à même de juger les compétences des membres de son équipe et décider des évolutions de carrière (il est aussi amené à se séparer de certains membres).

##### Profil
Pour être un bon manager, il doit être dynamique et passionné. Ses qualités sont l’écoute, l’empathie et le dialogue. Néanmoins, il doit savoir gérer son stress et supporter la fatigue tout en restant organiser en fonction des objectifs que sa direction ou lui-même s’est fixé.
Il doit en parallèle être force de proposition pour faire valoir ses avis, auprès de son équipe mais également de ses supérieurs hiérarchiques.  Il doit être observateur, curieux et chercher constamment la performance et l’amélioration du fonctionnement de l’entreprise.

##### Évolution de carrière
Un directeur commercial est avant tout un commercial. C’est avec l’expérience que ce dernier accède ainsi à ce poste. Le directeur commercial peut commencer avec une équipe puis s’étendre sur une zone géographique plus importante au fil du temps. Il peut également poursuivre son évolution de carrière vers des postes de chef de département, directeur de la stratégie commerciale ou même directeur de PME.

#### Commercial export
Rattaché à la branche du commerce international, le commercial export occupe une place centrale par rapport aux différents services d’une société. Tout comme le commercial, il suit ses clients et prospecte pour agrandir son portefeuille et décrocher de nouveaux marchés. Sa différence : il agit sur un secteur géographique international (européen ou mondial).
Il doit maîtriser lui aussi les différents aspects de son produit, mais également être bilingue (anglais la plupart du temps), connaître et savoir s’adapter aux milieux culturels des pays dans lesquels il évolue et aimer voyager.

##### Perspectives d’embauche
Les recrutements sont possibles dans les entreprises qui mènent une activité à l’export. Elles peuvent être implantées en France et exporter ou étrangères implantées en France. Les secteurs sont très différents (produits frais et surgelés, produits industriels, fruits et légumes, ...). À terme, le commercial export peut devenir chef de zone ou directeur commercial export.

### Parcours scolaire.
Beaucoup de chemins mènent aux métiers du commerce interentreprises. Des partenariats entre enseignants et professionnels se créent de plus en plus pour permettre d’adapter les diplômes scolaires au monde professionnel. Ainsi, les formations sont de plus en plus adaptées et proposent d’acquérir une large gamme de compétences. Il existe au total quatre filières professionnelles : commerce, transport/ logistique, technique et internationale.
Pour chacune, le choix de formation est très large : du CAP au Master2 (bac + 5). 
Pour la filière commerciale : Bac Pro/ Bac +2 (BTS Négociation Relation Client ou Technico-Commercial) / Bac +3 (licence pro commerce)
Filière du Transport/ Logistique : CAP (formation conducteur d’engins) et bac Pro (logistique) / Bac +2 (BTS Transport)
Filière Technique : Bac Pro (Technique de maintenance) / CAP (Mécanicien) / Bac +3 (licence pro technique et management)
Filière Internationale : Bac +5 (Master pro Commerce International) / Bac +2 (BTS Commerce International)

### Sources connexes
- Nouvelles formes de concurrence dans une économie tertiaire; Pascal PETIT
- ONISEP, le secteur du commerce interentreprises